# دون كالفا
دون كالفا (بالإنجليزية: Don Calfa)‏ مواليد 03 ديسمبر 1939 في بروكلين، نيويورك، الولايات المتحدة - الوفاة 01 ديسمبر 2016 في يوككا فالي، الولايات المتحدة، هو ممثل أمريكي بدأ مسيرته الفنية سنة 1968. امتدت مسيرته الفنية لأكثر من 47 عاما.

## الأعمال
- نيويورك، نيويورك
- بجزي
- بارني ميلر
- بنسون
- نايت كورت
- سيمون وسيمون
- قصص مدهشة
- ماتلوك
- كولمبو
- بيفرلي هيلز 90210

## روابط خارجية
- دون كالفا على موقع IMDb (الإنجليزية)
- دون كالفا على موقع ألو سيني (الفرنسية)
- دون كالفا على موقع أول موفي (الإنجليزية)
- دون كالفا على موقع قاعدة بيانات برودواي على الإنترنت (الإنجليزية)
- دون كالفا على موقع قاعدة بيانات الأفلام السويدية (السويدية)
- دون كالفا على موقع قاعدة بيانات الفيلم (الإنجليزية)
- دون كالفا على موقع كينوبويسك (الروسية)